# 卡拉布拉克 (印古什共和國)
43°18′N 44°54′E / 43.300°N 44.900°E
卡拉布拉克（俄语：Карабула́к）俄羅斯印古什共和國東部的一座城市，位於孫扎河畔，東距首府馬加斯20公里。截至2010年人口普查，其人口為30,961。1995年設市。